# Baza wojskowa Ma’alul
Baza wojskowa Ma’alul – baza wojskowa Sił Obronnych Izraela znajdująca się przy mieście Migdal ha-Emek na północy Izraela.

## Położenie
Baza wojskowa jest położona na południowo-zachodnich zboczach masywu górskiego Hare Nacerat w Dolnej Galilei. W bezpośrednim sąsiedztwie bazy znajduje się miasto Migdal ha-Emek oraz wioska komunalna Timrat.

## Wykorzystanie
Baza wojskowa Ma’alul służy jako magazyny amunicji dla potrzeb 36 Dywizji Pancernej. Magazyny znajdują się w podziemnych schronach ukrytych w gęstym lesie. Jest to pancerny związek taktyczny podlegający Północnemu Dowództwu. W jego skład wchodzą 7 Brygada Pancerna, 188 Brygada Pancerna, Brygada Golani oraz 212 Brygada Artylerii.

## Transport
Z bazy wyjeżdża się na południe na drogę nr 75 na północ od miasta Migdal ha-Emek.